# Academic Torrents
Academic Torrents   es un sitio web que permite compartir datos de investigación utilizando el protocolo BitTorrent. El sitio fue fundado en noviembre de 2013 y es un proyecto del Institute for Reproducible Research (una corporación estadounidense sin fines de lucro 501(c)3). Se dice que el proyecto es similar a LOCKSS pero centrándose en «ofrecer a los investigadores la oportunidad de distribuir el alojamiento de sus artículos y conjuntos de datos a autores y lectores, proporcionando un fácil acceso a trabajos académicos y simultáneamente respaldándolos en computadoras de todo el mundo».

## Conjuntos de datos notables

### Proyecto de desarrollo del conectoma humano
El Proyecto de desarrollo del conectoma humano (dHCP), relacionado con el Proyecto Conectoma Humano (HCP), utiliza la plataforma. «Investigadores de tres importantes instituciones británicas utilizan BitTorrent para compartir con colegas de todo el mundo más de 150 GB de escáneres cerebrales únicos de alta resolución de bebés no nacidos... Los investigadores optaron por el tracker Academic Torrents, especializado en compartir datos de investigación».

### Metadatos de Crossref
El sitio aloja publicaciones de metadatos de Crossref, que contiene más de 120 millones de registros de metadatos de trabajos académicos, cada uno de ellos con un DOI. Esto se hizo para permitir a la comunidad trabajar con toda la base de datos programáticamente en lugar de utilizar su API. «El gran número de registros significa que, aunque cualquiera puede utilizarlos en cualquier momento, descargarlos todos a través de nuestras API puede llevar bastante tiempo. Esperamos que esto ahorre a la comunidad investigadora un tiempo valioso durante esta crisis».